# Gediz (fleuve)
Pour les articles homonymes, voir Gediz.
Le Gediz (en turc : Gediz Nehri) est un fleuve de l'ouest de l'Anatolie, en Turquie. Il était autrefois connu sous le nom d'Hermos (en grec ancien Ἕρμος / Hérmos ; en latin Hermus) puis de Sarabat. Son affluent le plus connu est le Pactole (Sart Çayı) bien que ce ne soit qu'une petite rivière.

## Mythologie
L'Herme est présenté comme l'un des vingt-cinq fils de Téthys et d'Océan, cités par Hésiode dans sa Théogonie, où il relate la création du monde :

« Téthys donna à l’Océan des Fleuves au cours sinueux, le Nil, l’Alphée, l’Éridan aux gouffres profonds, le Strymon, le Méandre, l’Ister aux belles eaux, le Phase, le Rhésus, l’Achéloüs aux flots argentés, le Nessus, le Rhodius, l’Haliacmon, l’Heptapore, le Granique, l’Ésépus, le divin Simoïs, le Pénée, l’Hermus, le Caïque aux ondes gracieuses, le large Sangarius, le Ladon, le Parthénius, l’Événus, l’Ardesque et le divin Scamandre. »

— Hésiode, Théogonie, v. 337-349, traduction d'Anne Bignan

## Aménagements
Le Gediz coupé par le barrage de Demirköprü.